# Neuroma de Morton
El neuroma de Morton es un engrosamiento del nervio interdigital en el espacio que existe entre el tercer y cuarto dedo del pie. Se produce como consecuencia de una compresión crónica con gran énfasis en el tercero y cuarto dedo o falange (en el 75% de los casos) o entre el segundo o tercero (en el 17% de los casos). Provoca dolor a veces muy intenso en la zona anterior de la planta del pie, a nivel del metatarso.
Técnicamente la denominación más correcta es neuritis de Morton, ya que es impropio denominarlo "neuroma" al no ser realmente un tumor; sin embargo, es la expresión más utilizada. Fue estudiada por primera vez en 1876 por el cirujano americano Thomas G. Morton (1835-1903).

## Etiología
Las causas que lo pueden producir son:
- Compresión continuada de la arteria digital
- Atrapamiento del ligamento intermetatarsal profundo
- Compresión por bursitis intermetatarsal
- Microtraumatismos de repetición que degeneran el nervio
- Alteraciones biomecánicas
- Combinación de algunas de las anteriores

## Patogenia
En esta región del pie el nervio plantar lateral suele unirse al nervio plantar medial. Cuando los dos nervios se unen, el nervio resultante suele tener un diámetro mayor que el de los otros dedos. Además, está en una posición relativamente subcutánea, justo por encima de la almohadilla grasa del pie, cerca de la arteria y la vena. Por encima del nervio se encuentra el ligamento metatarsiano transverso profundo, una estructura fuerte y ancha que mantiene unidos los metatarsianos. Por lo general, cuando el paciente entra en la fase de "despegue" de la marcha, el nervio interdigital queda atrapado entre el suelo y el ligamento metatarsiano transverso profundo. Las fuerzas tienden a comprimir el nervio plantar común, puede irritarse, en cuyo caso suele haber algún cambio inflamatorio y engrosamiento asociados.

## Cuadro clínico
Los pacientes pueden presentar:
- Hormigueo en el espacio entre el tercero y cuarto dedo del pie.
- Calambres en los dedos del pie.
- Un dolor típico en el tercer interespacio, que puede ser agudo o sordo, y que suele empeorar al ponerse calzado y caminar; además de empeorar con el tiempo.
- Es común en algunos pacientes afectados por esta patología, que presenten una separación entre el segundo y tercer dedo.
- Es muy característico en este tipo de pacientes que refieran dolor tras caminar, que alivia tras quitarse el calzado y masajear la zona o apoyando el pie en una superficie fría (suelo).

## Diagnóstico
Para llegar al diagnóstico debemos tener en cuenta las siguientes pruebas:
- Test de Mulder (o presionar el antepié agarrándolo con una mano de manera que los metatarsianos se junten, el paciente con neuroma/neuritis referirá dolor.
- Rayos X o Rx para descartar enfermedades óseas.
- Ecografia para visualizar las estructuras blandas.
- Resonancia mágnetica (o RNM).

## Diagnóstico diferencial
- Sinovitis / capsulitis
- Fractura de estrés
- Enfermedad de Freiberg
- Nódulo reumatoideo

## Tratamiento
- Cambio de calzado por uno que tenga una puntera ancha para evitar la compresión del antepié.
- Tratamiento ortésico basado en una plantilla con cut-out en segundo y tercer espacio o una almendra metatarsal.
- Antiinflamatorios no esteroideos (AINE).
- Infiltraciones de corticoides + anestésico.
- Infiltraciones de alcohol deshidratado.
- Fisioterapia:
  - Terapia manual para relajar la musculatura plantar y abrir el espacio al nervio (sin evidencia científica).
  - Movilización de la bóveda plantar (sin evidencia científica).
  - Crioterapia (sin evidencia científica).
  - Vendaje neuromuscular (sin evidencia científica).
- Cirugía:
  - Descompresión.
  - Escisión.
  - Neruroablación criogénica.